# Bisdom Sonsón-Rionegro
Het bisdom Sonsón-Rionegro (Latijn: Dioecesis Sonsonensis-Rivi Nigri) is een rooms-katholiek bisdom met als zetels Sonsón en Rionegro, in Colombia. Het bisdom is suffragaan aan het aartsbisdom Medellín. 

## Geschiedenis
Het bisdom werd opgericht op 18 maart 1957, als het bisdom Sonsón, uit delen van het aartsbisdom Medellín. Op 20 april 1968 veranderde het van naam naar bisdom Sonsón-Rionegro. 

## Parochies
Het bisdom had in 2020 een oppervlakte van 7.300 km2 en telde 578.585 inwoners waarvan 93,4% rooms-katholiek was.

## Bisschoppen
- Alberto Uribe Urdaneta (18 maart 1957 - 13 juli 1960)
- Alfredo Rubio Diaz (12 februari 1961 - 27 maart 1968)
- Alfonso Uribe Jaramillo (6 april 1968 - 16 februari 1993)
  - Óscar Ángel Bernal (hulpbisschop: 23 januari 1986 - 18 juni 1988)
- Flavio Calle Zapata (16 februari 1993 - 10 januari 2003)
- Ricardo Antonio Tobón Restrepo (25 april 2003 - 16 februari 2010)
- Fidel León Cadavid Marin (2 februari 2011 - heden)

## Galerij van afbeeldingen

Wapen van het bisdom Sonsón-Rionegro
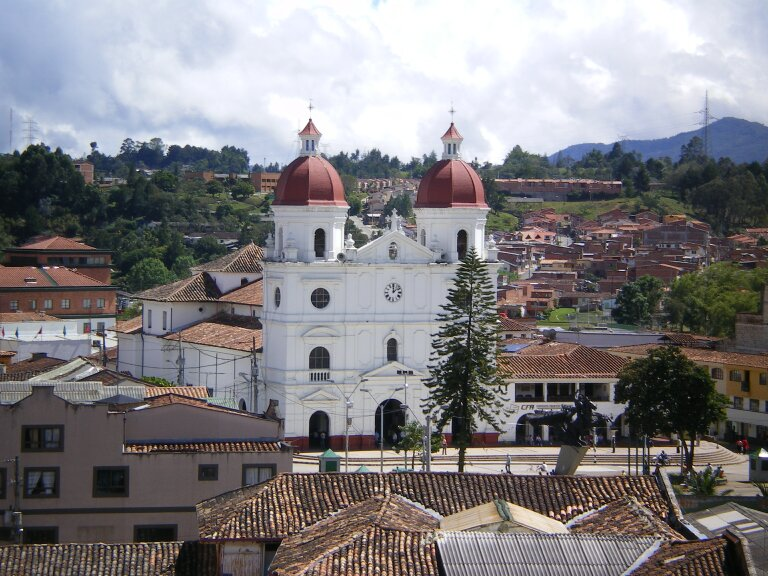
Cokathedraal van Rionegro

Medellín (aartsbisdom) · Caldas · Girardota · Jericó · Sonsón-Rionegro